# Mikroregion Parauapebas

Mikroregion Parauapebas

Mikroregion Parauapebas – mikroregion w brazylijskim stanie Pará, należący do mezoregionu Sudeste Paraense. Ma powierzchnię 23.156,0 km²

## Gminy
- Água Azul do Norte
- Canaã dos Carajás
- Curionópolis
- Eldorado do Carajás
- Parauapebas